# Société minière et métallurgique de Peñarroya

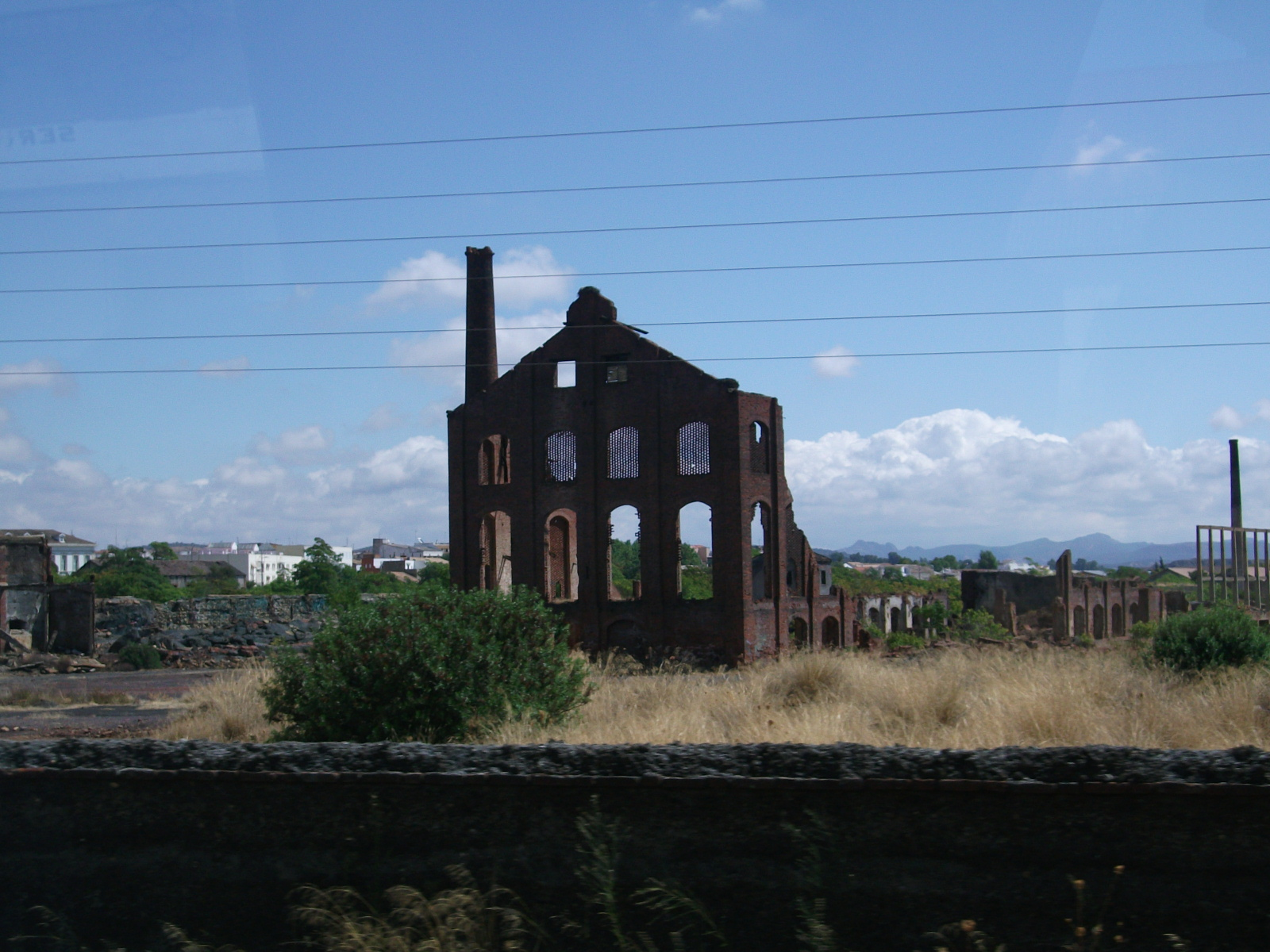
Friche industrielle et ruines des bâtiments de l'un des sites de la Société minière et métallurgique de Peñarroya (à Peñarroya-Pueblonuevo, ici en 2011).

La Société minière et métallurgique de Peñarroya (SMMP, en espagnol Sociedad Minero Metalúrgica de Peñarroya) était une compagnie minière française fondée en 1881.
Comme de nombreuses grandes entreprises du XIXe siècle, elle associait la métallurgie au charbon et au chemin de fer, ces deux dernières ressources étant nécessaires pour exploiter les minerais de plomb, zinc, etc. D'abord installée en Espagne sur le site minier de Peñarroya-Pueblonuevo, elle s'est développée dans plusieurs pays pour devenir l'un des premiers acteurs mondiaux du secteur des métaux non ferreux, jusqu'aux années 1960, avant qu'elle n'éclate en plusieurs sociétés. De par la nature de ses activités courantes (exploitation de charbon, production de métaux lourds et métalloïdes toxiques), en raison de quelques accidents industriels, elle fut aussi une source importante de pollution. Elle a laissé derrière elle de nombreuses séquelles industrielles ; environnementales et parfois sociales.

## Histoire

### Naissance de l'entreprise

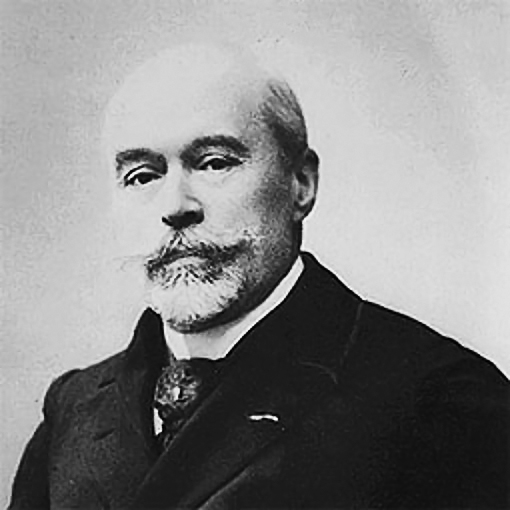
Charles Ledoux

La création des premières usines et mines de Peñarroya eut lieu en Espagne en 1881, sous la direction de l'ingénieur français Charles Ledoux, avec comme président le banquier anversois Louis Cahen Anvers et avec comme vice-président Ferdinand Duval. Avec les Rothschild, Louis Cahen Anvers souscrit 4 000 des 10 000 actions émises pour la création de la société.
Le siège central reste à Paris (au 12, place Vendôme), sans doute pour des raisons de facilités à rester en lien avec le monde de la finance européen, mais il est également présent en Espagne, à la Plaza de la Dirección dans la ville de Peñarroya-Pueblonuevo, qui comptera jusqu'à 30 000 habitants dans les années 1960.
Connaisseur de la Sierra Morena, en Andalousie, Charles Ledoux voulut rassembler en une seule société les divers intérêts dans les mines de houille et des mines de plomb. À ses débuts, la société exploitait du charbon, dans la Sierra Morena, où, sur le modèle parfois paternaliste, elle a créé et entretenu une véritable colonie française avec ses hôpitaux et bâtiments scolaires gérés par des religieuses arrivées de France en 1902 sur la Houillère de Carbonifera del Sur et la Houillère de Puertollano, dans la Sierra de Carthagène.

### Capitaux
Les capitaux nécessaires à la création de l'entreprise, en concurrence avec d'autres, anglaises notamment visant également à exploiter les ressources à la fois houillères et métallurgiques de l'Espagne furent souscrits :
- pour partie par la branche française de la famille Rothschild.
- pour moitié par la société houillère et métallurgique de Bélmez qui exploitait le bassin houiller de Bélmez. Du charbon était exploité dans ce bassin en petite quantité dès 1840, en partie par l'entreprise spéculative hispano-française Fusión Carbonífera y Metalífera de Bélmez y Espiel qui possédait les mines Santa Elisa et Cabeza de Vaca, jusqu'en 1868, année où les dettes et les actifs de cette société furent rachetés par une société nouvelle, Carbonera Española de Bélmez y Espiel, avec la participation d'une maison parisienne, Gratien Garros et Avril. Puis en 1876, la mine est revendue  à la société Loring, Heredia y Larios créée à Malaga. Ces actifs miniers sont ensuite rachetés (sans doute en 1877), parmi les actifs ferroviaires de Loring) par la Compagnie des chemins de fer andalous (créée par le groupe Paribas cette même année 1877)[7] ;

### Développements
Au XIXe siècle, la Société minière et métallurgique de Peñarroya a aussi relancé les mines du Laurion, en Grèce, exploitées pour leurs gisements de plomb depuis l'antiquité, qu'elle devra fermer en 1977 à la suite de l'épuisement du gisement.
La société a participé à la création d'un premier cartel du zinc en 1885, qui avait stoppé cinq années d'expansion de la production dans les mines de zinc espagnoles.
En 1912 peu avant la Première Guerre mondiale, Peñarroya achète la Compagnie française des Mines et Usines d'Escombrera-Bleyberg, également principalement active en Espagne bien que connue par son nom pour l'exploitation en Belgique des fours construits pour la mine du Bleyberg à Bleyberg (renommé Plombières après la Première Guerre mondiale). Cette dernière s'étend dans un gisement houiller situé sous les communes de Gemmenich, Hombourg, Montzen et Moresnet et contenant un filon plombifère et du minerai de zinc qui ont été exploités par la Société de Bleyberg-ès-Montzen qui a fusionné le 3 janvier 1882 avec la Compagnie française des Mines et Usines d'Escombrera). L’usine de Plombières fermera ses portes au début des années 1920 et ses puits furent comblés
En 1912, le groupe lance aussi l'extraction d'argent au Pérou, via une filiale, la Compagnie des mines du Huaron, qui fera partie des vingt premières capitalisations à la Bourse de Paris dans les années 1950.
En trente ans, Charles Ledoux aura fait en sorte que les mines charbonnières de Peñarroya produisent cette année-là (1912) 450 000 tonnes de charbon, alors que 36 000 t de minerais sont sorties de ses mines de plomb (mais l'usine en fond bien plus car Peñarroya en achète aussi 60 000 t à d'autres mines). Ce plomb alimente la grande usine de Peñarroya d'où sortent cette année-là 64 000 t de plomb (c'est un tiers de la production espagnole et 6 % de la production mondiale). En outre, comme sous-produit de grande valeur, l'usine produit aussi 80 t d'argent, mais en polluant considérablement l'environnement et au détriment de la santé des ouvriers.
En 1931, les bénéfices du groupe sur le sol espagnol représentaient 12 millions de pesetas, grâce à de très nombreuses participations dans des sociétés espagnoles.
Après s'être développée dans le secteur de la houille et du plomb, la société s'intéresse au zinc, qui - comme l'argent - peut être un sous-produit rentable du raffinage du minerai de plomb. C'est d'abord en Espagne, qu'elle le fait, puis dans d'autres pays : en 1963 l'Italie produisait 72 % du minerai de zinc extrait par le groupe ; la fonderie de ce métal se répartissant entre l'Italie (60 %) et la France (40 %).

#### En France
En 1917 Peñarroya acquiert la mine de plomb de Pierrefitte dans les Hautes-Pyrénées (dont l'exploitation ne dura que 29 ans ; de 1940 à 1969). Elle achète des participations dans la mine de plomb argentifère de La Plagne (Savoie), dont l’exploitation cessa en mars 1973, ainsi que (en 1940) la mine de l'Orb à Avène dans l'hérault. Peñarroya exploite jusqu'en 1982 la mine de plomb argentifère de Largentière, en Ardèche. La mine des Malines (Gard) ainsi que la mine de plomb argentifère de Peyrebrune dans le Tarn.
À Saint-Salvy-de-la-Balme (Tarn), site découvert par le BRGM en 1968, elle a produit 900 tonnes par jour d'un minerai à teneur de 12 % de zinc, qui fut raffiné dans la fonderie de Noyelles-Godault (Pas-de-Calais), dont la nouvelle version est entrée en fonctionnement en 1962 avec une capacité doublée à 30 000 tonnes annuelles et un procédé métallurgique permettant de récupérer le germanium, métal précieux dont la Compagnie de Peñarroya a été l’un des premiers producteurs mondiaux toute la durée de vie de la mine de Saint-Salvy.
En 1960, le rachat de la franco-belge Minière du M'Zaïta, qui produit 100 000 à 130 000 tonnes de phosphate de chaux par an sur son gisement d'Algérie, découvert à la fin du XIXe siècle près de Sétif, dans la chaîne du Hodna, a fait entrer le groupe dans l’extraction du cuivre, via sa filiale Minera Disputada de Las Condes, héritière de la Société des mines de cuivre de Catemu. Celle-ci gère trois sites miniers au nord de Santiago, la mine de Disputada (70 km de la capitale), celle d'El Soldado (à 130 km) et la fonderie de Chagres (à 90 km). Le groupe produit ainsi environ 25 000 tonnes de cuivre par an dès 1963.
En 1950, Peñarroya et Rio Tinto réalisaient le même chiffre d’affaires. Dix ans plus tard, la première affichait des actifs de 244 millions de francs, hors plus-values latentes, pour un bénéfice d'exploitation moyen de 14 millions de francs par an sur cinq ans (de 1955 à 1959). Mais l’effondrement subi ensuite dans la deuxième partie des années 1980, sur fond de baisse importante et durable des cours de la plupart des métaux, a mené à son éclatement. Dans un premier temps, dans les années 1970, la réunion des sociétés, Peñarroya, Le Nickel et Mokta permit de se renforcer dans le nickel de Nouvelle-Calédonie, au sein d’un groupe qui prit en 1974 le nom d’Imétal, et dont le principal actionnaire fut de nouveau la banque de la famille Rothschild. Mais en 1985, les mines de Nouvelle-Calédonie sont regroupés dans la Société métallurgique Le Nickel-SLN, filiale à 100 % d’une nouvelle société mère, dénommée Eramet, dont Imétal ne détient plus que 15 %.
Les grèves des ouvriers de Peñarroya en 1971 et 1972, déclenchées en février 1971, plusieurs semaines après un accident du travail à l'usine de Saint-Denis Peñarroya mettent l'accent sur les conditions de travail. Le 9 février 1972, les 105 ouvriers de l'usine Penarroya de Gerland, à Lyon, se mettent en grève illimitée. Ils veulent de meilleurs salaires, de meilleures conditions de travail, de logement et de santé. Les revendications sur la santé au travail sont au cœur de la mobilisation. Les salariés ont défendu leur droit à la santé avec le soutien de médecins, ouvrant ainsi la voie à une meilleure prise en charge du saturnisme.
En 1982, à la suite de l'élection de François Mitterrand, la banque Rothschild qui détenait une participation majoritaire est nationalisée, conduisant de fait à la nationalisation de Peñarroya.
En 1988, des cessions de mines de cuivre et la reprise des activités dans le zinc et le plomb par la branche des métaux non ferreux du groupe allemand Preussag, qui crée la société Metaleurop, modifièrent encore le périmètre du groupe. La mine de cuivre chilienne de Disputada, à 70 km de Santiago fut alors cédée à l'américain Exxon, qui a ensuite investi 750 millions de dollars dans l'exploitation de la mine.

#### En Espagne
Après le déclenchement de la guerre d'Espagne en 1936, les principales installations de Peñarroya sont brièvement occupées par les syndicats et les milices ouvrières, et quelques mois plus tard par les Nationalistes qui occupaient le bassin minier de Carthagène et La Unión. En 1957, SMMP a acquis les installations de La Unión, relançant la production minière dans la région.
La branche espagnole changera de nom en 1968, rebaptisée Sociedad Minero Metalúrgica de Peñarroya-España (SMMPE), basée ensuite à Madrid et dotée de sa propre organisation. Deux ans plus tard, les installations de Peñarroya ont été fermées. Vers 1980, le SMMPE a maintenu son activité principale à Carthagène, qui était alors devenue le premier centre espagnol de production de plomb. Mais à les fin des années 1980, la crise économique et l'accumulation des pertes a conduit la société à une situation intenable. En 1989, la société mère française a décidé de liquider ce qui restait de sa division espagnole. Les installations minières de Carthagène ont été vendues à Portmán Golf et les mines furent fermées en 1991.

### Postérité
Entre 1994 et 1998, Imétal double de taille, essentiellement par croissance externe dans le domaine des minéraux, ce qui l'amène à se transformer en 1999 pour devenir le groupe Imerys, spécialiste des minéraux de spécialité.
En 2003, en raison de grandes difficultés économiques et financières liées à la faiblesse des cours des métaux qui engendreront la fermeture dramatique du site de Metaleurop Nord à Noyelles-Godault en 2003, la société Metaleurop SA sera mise en redressement judiciaire qui durera de 2003 à 2005. Elle obtiendra sa sortie de redressement judiciaire par voie de plan de continuation sur 10 ans.
En 2007, la société change définitivement de nom et devient Recylex pour afficher son virage stratégique vers le recyclage et pour essayer de solder un lourd passé industriel, minier, social ou environnemental qui continue de la poursuivre (nombreuses procédures judiciaires d'anciens salariés de Metaleurop Nord, gestion des passifs environnementaux de Peñarroya, etc.).
En 2012, la société Recylex fêta les 130 ans de cotation en bourse de son action sur Euronext Paris, en tant qu’héritière de la Société minière et métallurgique de Peñarroya dont l'action est cotée à Paris depuis 1882.
En décembre 2015, Recylex a finalisé avec succès son plan de continuation sur 10 ans adopté en 2005 par le tribunal de commerce de Paris, au cours duquel elle aura remboursé 42 millions d'euros suivant le plan de remboursement initial.

## Implantations
La société Peñarroya fut implantée dans de nombreux pays à travers tous les continents.
- Espagne : Mines de charbon (Peñarroya et Puertollano), mines de plomb et zinc (Las Morras, Diogenes, Cartagène, Sierra de Liyar, Centenillo)
- France : Mines de plomb et zinc (Pierrefitte, Saint-Sébastien d'Aigrefeuille, Malines, Cogolin, La Plagne, La Loubatière, Peyrebrune), installations à Noyelles-Godault et Marseille-L'Estaque
- Algérie : Mines (Sidi-Kamber, Ain-Barbar)
- Tunisie (Mégrine)

- Filiales : 
  - Maroc : Peñarroya-Maroc (Aohuli, Adrar, Haut Guir)
  - Italie : Pertusola (Crotone, Raibl, San Marco)
  - Grèce : Compagnie française des mines de Laurium
  - Brésil : Compania brasileira de Chumbo
  - Chili : Compagnie minière de Mzaita (El Soldado, Disputada, Chagres)
  - Iran : Somirec (Nachlak)